# Kostadin Stojanow
Kostadin Stojanow (bulgarisch Костадин Стоянов; * 2. Mai 1986 in Nowa Sagora) ist ein bulgarischer ehemaliger Fußballspieler.

## Karriere
Stojanow begann seine Profikarriere 2004 bei FC Tschernomorez Burgas  welcher nach der Auflösung des FC Tschernomorez hervorging. Nach einem Jahr wechselte er dann zu Zagorets Nova Zagora, ohne jeglichen Einsatz verließ Stojanow den Verein und schloss sich 2007 dem OFK Sliwen 2000 an, in dessen Jugendmannschaft er schon aktiv war, und stieg auf Anhieb mit dem Team in die höchste bulgarische Spielklasse auf. 
In der Saison 2008/09 gab er sein Debüt in der A Grupa. Im Spiel gegen Lokomotive Plowdiw am 9. August 2008 in dem Stojanow durchspielte. Das Spiel wurde 1:0 gewonnen. 
Er kam im Verlauf der Saison auf weitere 24 Einsätze und trug so dazu bei, dass der OFK als Zwölfter die Liga halten konnte.
Anfang der Saison 2009/10 wechselte er zu ZSKA Sofia, wo er Vizemeister wurde, und gab des Weiteren sein Debüt auf europäischer Klubebene. Anfang 2012 wurde er wegen Dopings mit Methylhexanamin vom Bulgarischen Olympischen Komitee für drei Monate gesperrt.
Zu Beginn der Saison 2013/14 wechselte Stojanow zu bulgarischen Pokalsieger PFK Beroe Stara Sagora. Anfang 2014 löste er seinen Vertrag auf; nach drei kurzfristigen Engagements mit vereinslosen Pausen beendete er zu Jahresbeginn 2018 seine Karriere.

### Nationalmannschaft
Stojanow absolvierte bisher sieben Partien für Bulgarien. Sein Debüt gab er am 19. November 2008 im Rahmen der Qualifikation zur Fußball-Weltmeisterschaft 2010 in Südafrika gegen Zypern. Stojanow spielte bei der 1:4-Niederlage in Larnaka durch.

## Erfolge
- Aufstieg in die höchste bulgarische Spielklasse: 2008